# IMUSE
iMUSE (Interactive Music Streaming Engine) — інтерактивна музична система, що використовується в відеоіграх від компанії «LucasArts» для синхронізації музики з візуальними діями в грі. iMUSE була розроблена на початку 1990-х років композиторами Майкл Ленд та Пітером Макконнеллом. iMUSE запатентована компанією LucasArts і була додана до п'ятої версії рушія SCUMM у 1991 році.

## Розробка
iMUSE розроблений Майклом Лендом після незадовільного досвіду роботи з аудіосистемою при створені гри The Secret of Monkey Island. Його метою було створити систему, яка дозволила би композитору створювати музику, настрій якої відповідав би подіям у грі. Проект став успішнішим, ніж припускалося. Пізніше до розробки проекту приєднався його старий друг Пітер Макконнелл, а програму згодом вони запатентували разом. Також iMUSE виявився корисним при запуску відеоігор на комп'ютерах із різною продуктивність, так як у той час не було ніякого іншого рішення синхронізації звуку з ігровими подіями. З урахуванням цього, система iMUSE діє як оркестрова яма, відтворюючи коротші або довші відрізки музичного треку в очікуванні ключових подій у грі від рушія.
Першою відеогрою, що використовувала iMUSE, стала «Monkey Island 2: LeChuck's Revenge». Пізніше цю систему стали використовувати всі пригодницькі відеоігри «LucasArts». Також вона була використана для деяких інших ігор, переважно на DOS, таких як «Star Wars: TIE Fighter» та «Dark Forces».

## Використання
Одним із прикладів використання iMuse є початкова сцена в грі «Monkey Island 2». Кожен раз, коли головний герой Гайбраш заходить в приміщення, то змінюються музична тема, у яких використовуються різні типи інструментів. Коли ж Гайбраш виходить на вулицю, то мелодія плавно переходить назад до загальної темі.